# イルメナイト
チタン鉄鉱（チタンてっこう、ilmenite、イルメナイト）は、鉱物（酸化鉱物）の一種。化学組成は FeTiO3、結晶系は三方晶系。チタン鉄鉱グループの鉱物。チタンの重要な鉱石鉱物。

## 産出地
主な産出地はロシア、カナダ、スリランカなど。
2005年にはアメリカ航空宇宙局 (NASA) がハッブル宇宙望遠鏡を用いて月にチタン鉄鉱が豊富に存在することを発見した。チタン鉄鉱を用いることによって鉄やチタン、酸素を製造することができるため、有益な資源として期待されている。

## 性質・特徴
弱い磁性を持つ、黒色または灰色の鉱物。
火成岩や変成岩に多く含まれるが、海岸の砂浜から採掘されることが多い。大きな塊として存在することがあるが、砂浜では0.1mmから0.2mm程度の非常に小さな粒で存在している。磁鉄鉱（砂鉄）と混在するが、磁石を用いると分離できる。

## 用途・加工法
採掘されたチタン鉄鉱の大部分は二酸化チタンの成分を基に白色の顔料の製造に使われる。

## チタン鉄鉱グループ
- チタン鉄鉱 (ilmenite) : {\displaystyle {\ce {FeTiO3}}}
- ゲイキー石 (geikielite) : {\displaystyle {\ce {MgTiO3}}}
- パイロファン石 (pyrophanite) : {\displaystyle {\ce {MnTiO3}}}
- ecandrewsite : {\displaystyle {\ce {(Zn,Fe^{2+},Mn^{2+})TiO3}}}